# Afficheur à palettes
Pour les articles homonymes, voir Afficheur.

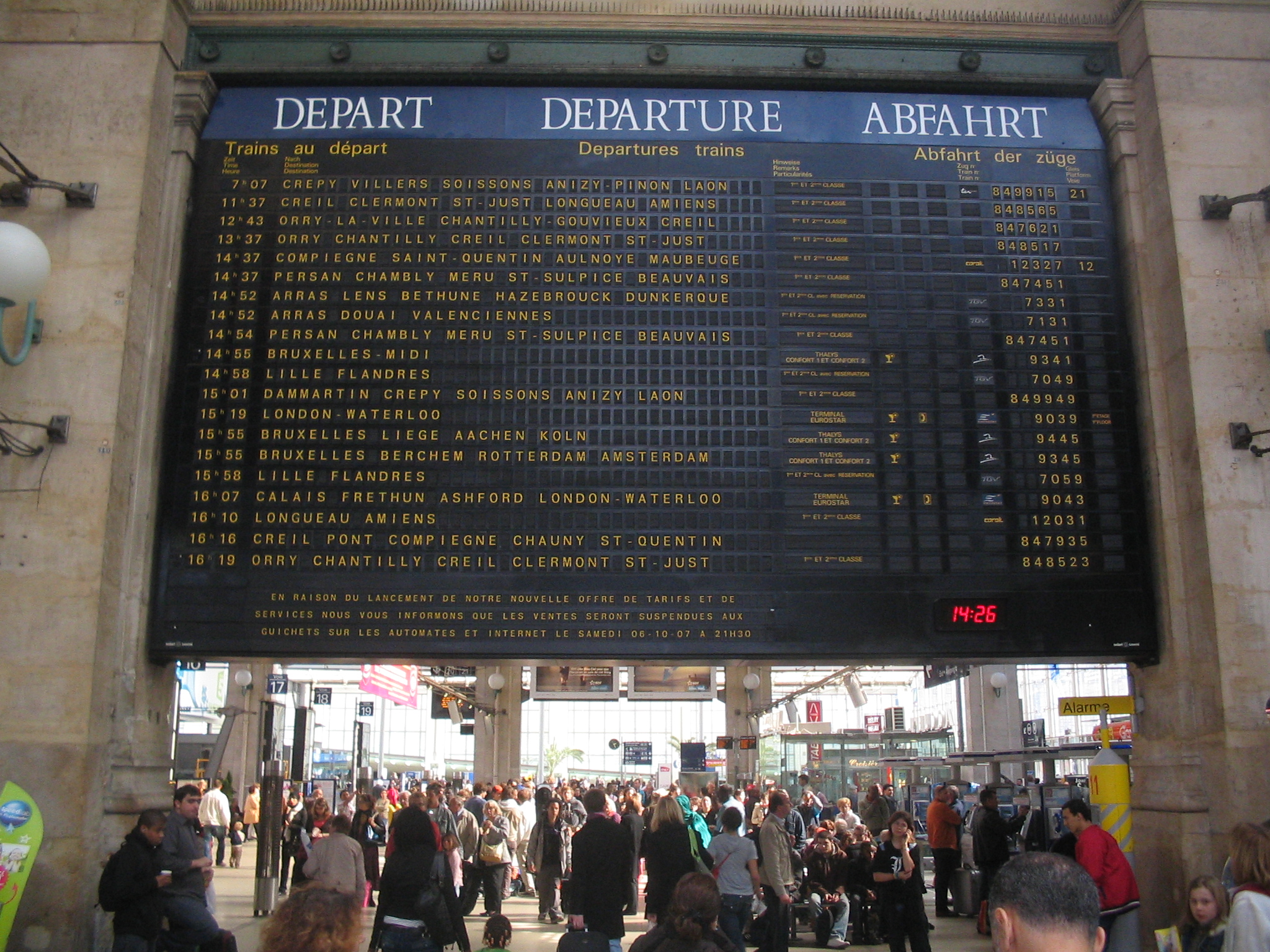
Tableau des départs de la gare du Nord (Paris)

Un afficheur à palettes est un système mécanique composé de plusieurs feuilles (palette) attachées à un axe. Par rotation sur une position déterminée l'on peut choisir l'information à afficher. 
Ce système est utilisé pour l'affichage dynamique des informations dans les gares et les aéroports et pour des horloges. 
Certains artistes ont utilisé ce système d'affichage pour créer des œuvres d'art (par exemple un tableau de 16 lignes de 128 palettes colorées à l'université de Stanford).

## Historique

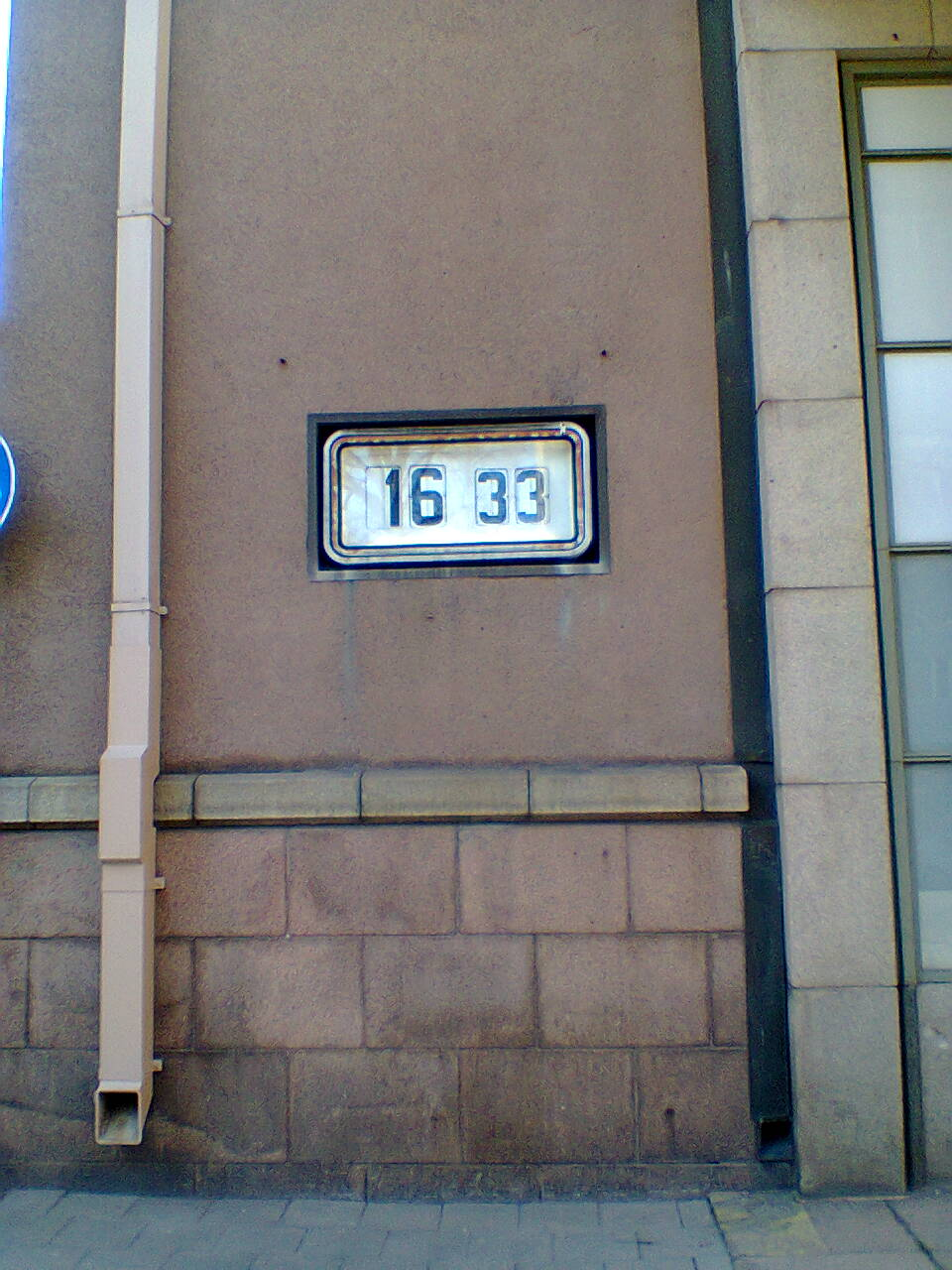
Cette horloge murale (Office des Postes de Turku, en Finlande) date de 1932.

### Les débuts de l'affichage numérique
Il semble que l’affichage numérique soit d’abord apparu dans les montres et horloges de prestige. L’une des premières horloges à affichage numérique fut inventée par le fabricant autrichien Josef Pallweber (1883) : il remplaça le cadran traditionnel par un panneau ajouré de deux fenêtres, derrière lesquelles tournaient deux tambours affichant l’un, les heures ; l’autre, les minutes, ; il avait conservé une aiguille des heures par pure convention. Le mécanisme de Pallweber fut repris dès 1885 par les horlogers Aktiengesellschaft für Uhrenfabrikation Lenzkirch, Cortébert et IWC, et décliné pour les montres dans les années 1920 (Cortébert) : il est toujours utilisé aujourd’hui, souvent pour indiquer la date à côté des aiguilles. 
Les horloges « Plato », présentées pour la première fois à l’Exposition universelle de 1904 par Ansonia Clock Co., reprirent l’idée, mais sous une forme différente : ces horloges à ressort spiral se présentaient sous la forme d'un verre cylindrique vertical, à l’intérieur duquel un pivot métallique portait un afficheur à palettes. Le mécanisme avait été breveté l’année précédente par un certain Eugene Fitch, de New York.

### Le brevet italien

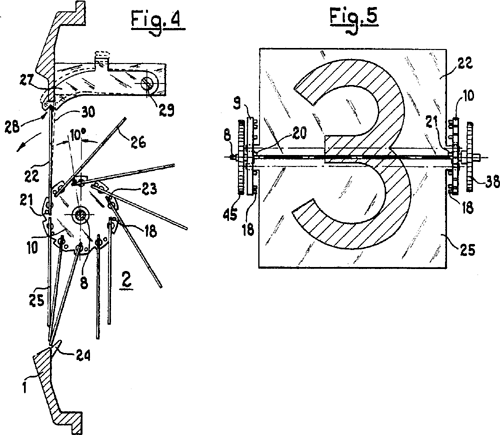
Mécanisme de rotation des palettes de l'afficheur (brevet américain de novembre 1965).

Les premiers afficheurs à palettes font leur apparition publique au milieu des années 1950 dans quelques gares de la Ferrovie dello Stato, notamment la gare de Gênes-Piazza-Principe : ces appareils, proposés par Solari di Udine (it), sont encore assez différents des afficheurs à palettes des années 1990. Ils sont composés d'un empilement de palettes sérigraphiées montés sur un tambour et actionnées depuis un poste de commande. Les caractères sont noirs sur fond blanc, et la rotation des palettes reprend la technique éprouvée des horloges "Cifra" de ce fabricant : une transmission par un axe de rotation vertical, très courant à l'époque.
Ces afficheurs ne délivrent que des messages fixes : les noms des gares de destination, écrites entièrement sur un seul panneau ; il n'est pas encore question de recomposer les caractères alphanumériques par des demi-palettes. La commande est transmise depuis une vaste console centrale, portant leviers et commutateurs, que l’opérateur enclenche pour envoyer l'information vers l'afficheur choisi. La correspondance commutateur-palette est donnée au pupitreur dans un carnet répertoire, ou est affichée sur un tableau au mur (par ex. Genova=1, Livorno=2, Roma=3 etc. où 1, 2 e 3 sont les positions des commutateurs "Destinazione" sur le pupitre).
À la mort d’un des deux frères fondateurs de Remigio Solari, au début des années 1960, la société recruta l'architecte Gino Valle, qui bouleversa l'aspect de ces afficheurs : il permuta les couleurs des caractères et du fond (blancs sur fond noir désormais), suivant en cela le standard Suisse de l'époque ; et plaça les palettes sur un axe de rotation  horizontal, actionné par un moteur pas-à-pas. Cela permettait de former des messages variables sur chaque ligne, composée de quarante caractères individualisés, à raison d'un caractère par palette ou étiquette basculante. L'individuation des caractères apportait une possibilité de combinaison permettant de faire face à l'apparition de nouvelles destinations dans une gare ; cela limitait enfin les opérations de manutention des afficheurs. Toutefois, le pupitre de commande était toujours le même qu'avec l'ancien système.

### Commande informatique
Il faut attendre les années 1980 pour que le pupitre de commandes soit informatisé : c'est alors que ce type d'afficheur se généralise dans les gares et les aéroports du monde entier. Ils sont cependant graduellement remplacés par des afficheurs cathodiques à partir de la fin des années 1990 : en France, par exemple, la SNCF a adopté le système Actigraph.

### Dans la culture
Liste non exhaustive de films, téléfilms et séries télévisées dont une ou plusieurs scènes marquantes montrent un afficheur à palettes :
- La Mémoire dans la peau de Doug Liman, 2002 : tableau des départs de la gare du Nord (Paris).
- Un jour sans fin de Harold Ramis, 1993 : scène récurrente du radio-réveil qui rejoue sans cesse la même musique, la même émission, le même jour à la même heure[8].

### Galerie

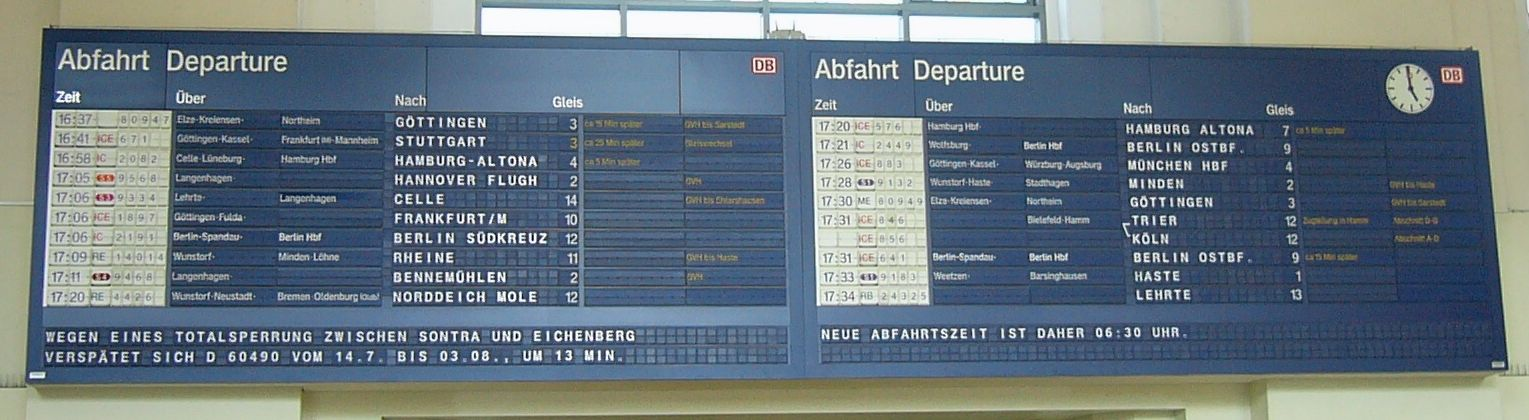
Tableau d'affichage des départs depuis la gare de Hanovre
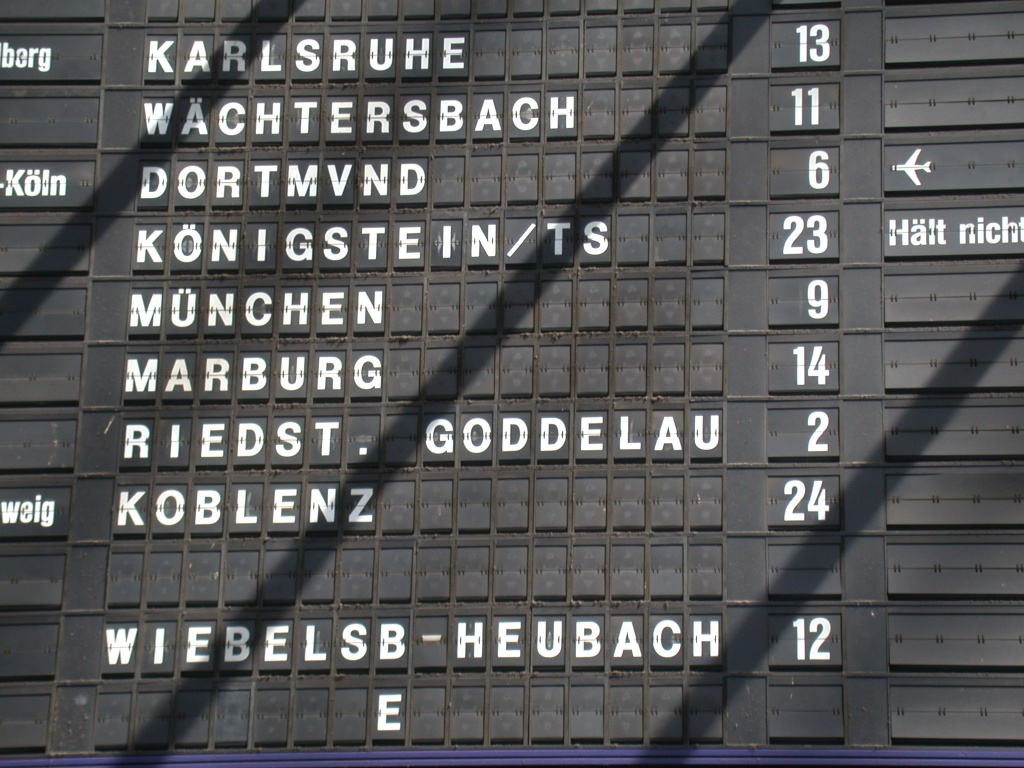
Partie d'un tableau de la gare de Francfort
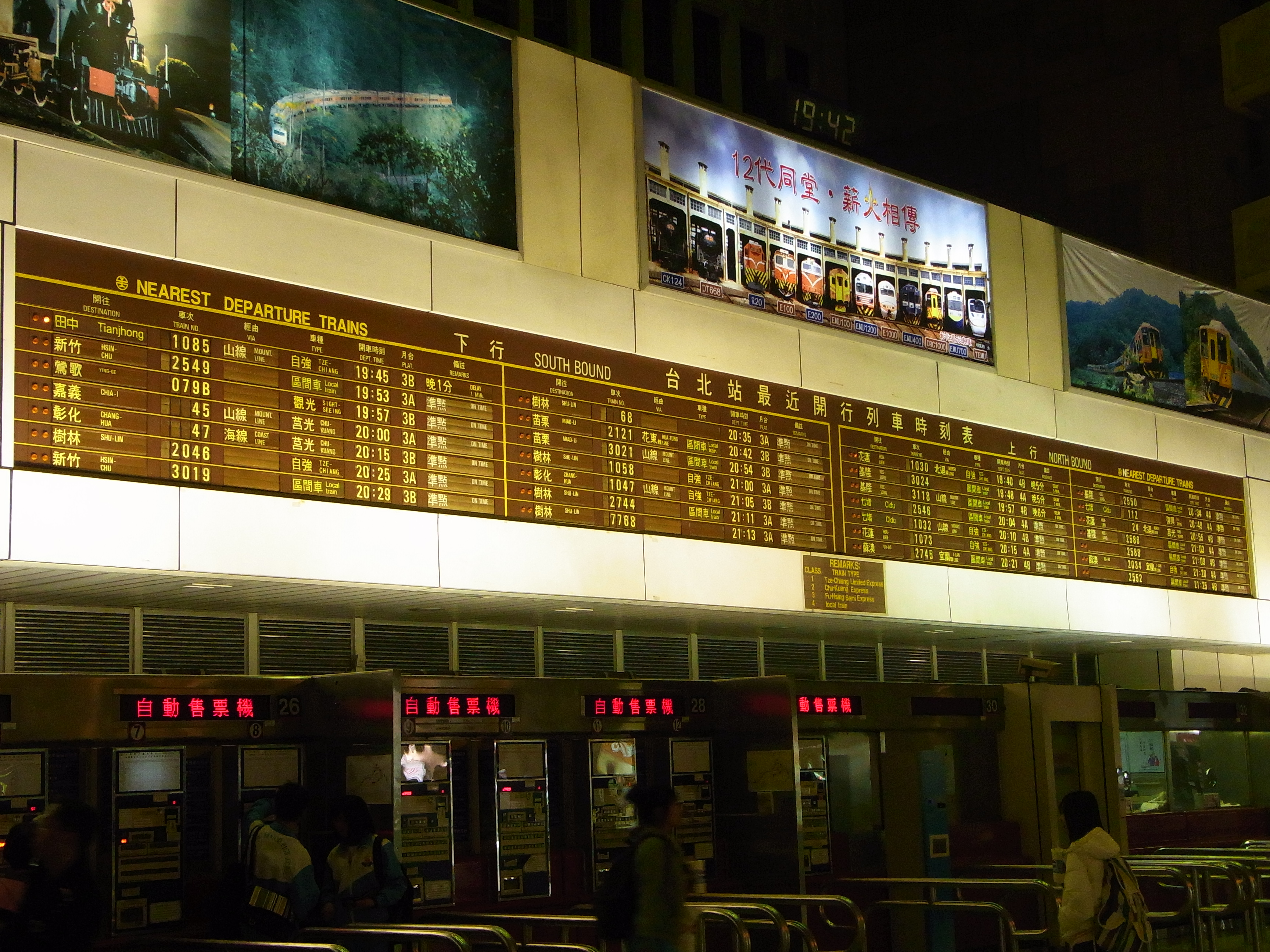
Tableau de la gare de Taïpeï, à Taïwan.
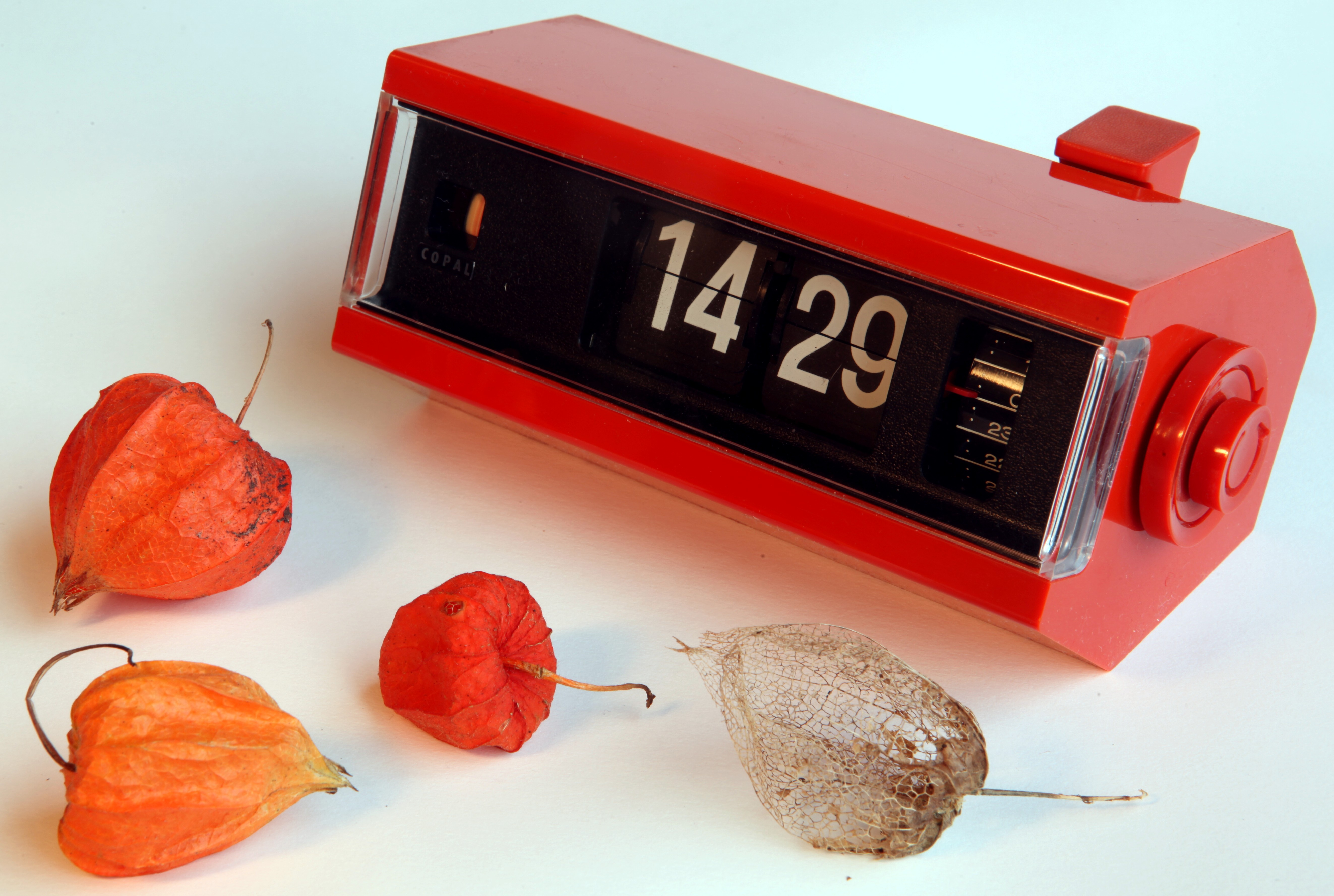
Horloge électrique à palette du début des années 1970.
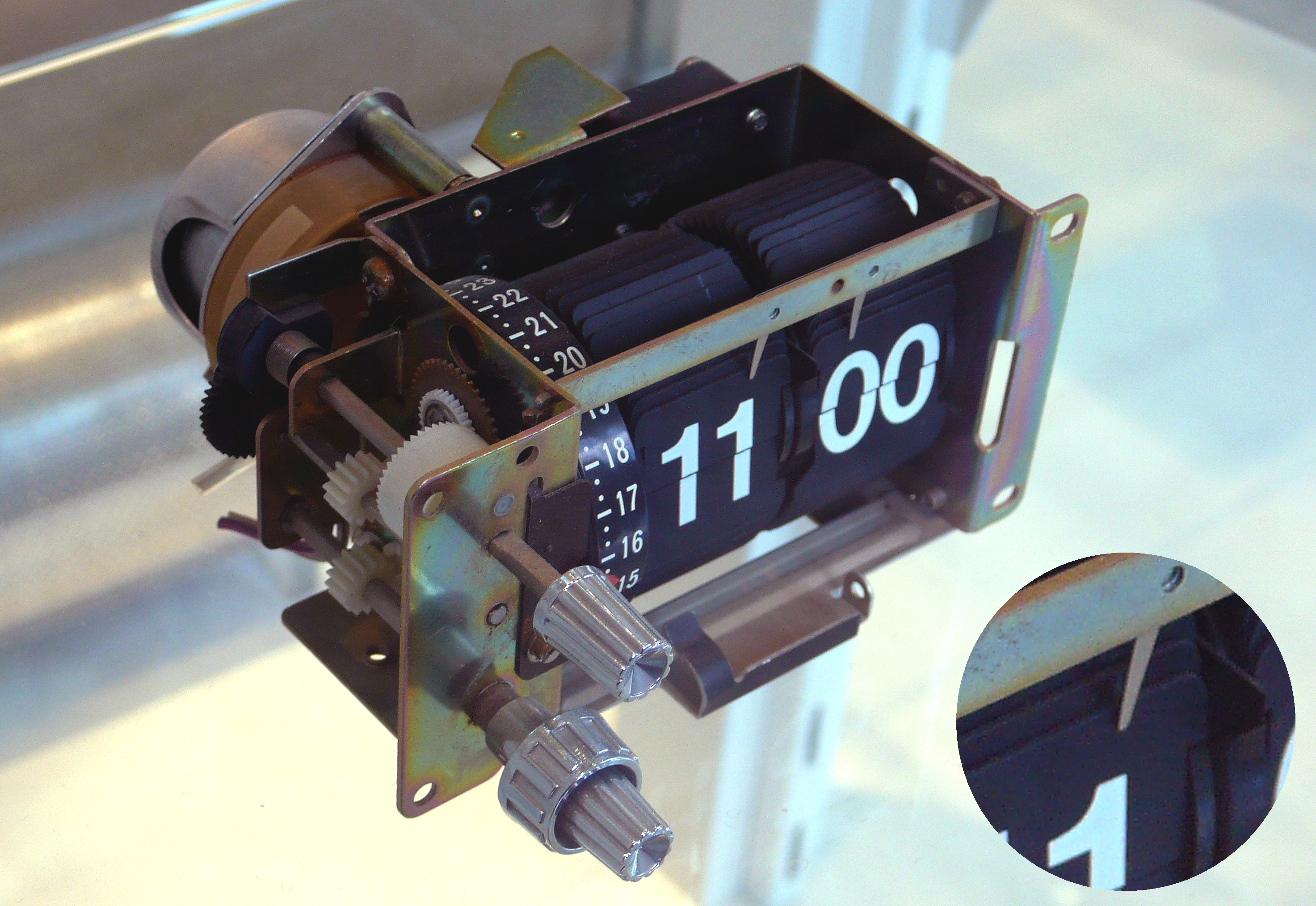
Horloge numérique à palettes.

## Voir également
- CNRS, « Afficheur à palettes », sur ariadR (CNAM, CNRS etc.)
- (en) Dale Schultz, « Logiciel de modélisation d'afficheur à palettes », sur modeltrain